# Datum

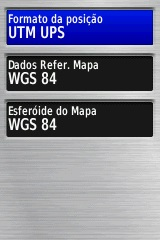
Tela de seleção do Sistema de Coordenadas e Datum em um GPS

Em cartografia e geodésia, datum (plural data; latim para "dado", "detalhe", "pormenor") é um modelo matemático teórico da representação da superfície da Terra ao nível do mar utilizado numa dada carta ou mapa. Por existirem vários data em utilização simultânea, na legenda das cartas está indicado qual o datum utilizado. 
De uma forma muito simplificada, um datum horizontal ou datum planimétrico providencia os eixos de referência a para a mensuração de latitudes e longitudes e a representação gráfica dos paralelos e meridianos e consequentemente do todo o resto que for desenhado na carta está relacionado e é proporcionado.
Já um datum vertical ou datum altimétrico serve como origem para as altitudes.
A diferença entre os data são baseadas em modelos matemáticos distintos da forma e dimensões da Terra e do factor adicional da projecção, seja por razões históricas, seja para garantir uma representação gráfica mais proporcionada; tomando como exemplo o Japão, onde usam um ponto da projecção que não está no centro da terra, mas em algum lugar sob o Japão, isto permite numa menor distorção numa projecção de uma esfera sobre plano quando o Japão é representado, mas no entanto o uso dessa projecção para os Estados Unidos resultaria em um mapa muito estranho.
A importância do datum prende-se à necessidade de projectar um corpo curvo e a três dimensões (a Terra), num plano a duas dimensões mantendo no entanto os cruzamentos em ângulos rectos dos meridianos e paralelos (o mapa). A primeira abordagem de sucesso foi a famosa projecção de Mercator, em que a Terra é transformada num cilindro que toca a terra na linha do equador (latitude 0º 0' 0"). Posteriormente surgiram outras em que um cone intercepta a Terra em duas latitudes com pontos acima do pólo, e outra ainda é um cilindro tocando na Terra numa determinada latitude ou longitude. Todas estas projecções criam representações gráficas diferentes, ou seja, data diferentes.

## Nos EUA
A maioria dos mapas dos serviços cartográficos nos EUA utilizam o datum CONUS NAD-27 que usa os modelos matemáticos e uma projecção de cones de Clarke de 1866. Mapas posteriores utilizam o datum NAD-83 e usam a projecção UTM do centro da terra. Esta projecção a partir do centro da Terra gerou a parte universal do UTM.
O datum WGS-84 foi criado a partir do datum de Clarke de 1866 usado pela maioria dos mapas USGS. O datum WGS-84 (e o virtualmente idêntico NAD-83) especificam que a terra é mais achatada, de modo que uma medida do número de metros do equador para o norte é mais ou menos 200 m maior do que aquele medido com o modelo de 1866 de Clarke para pontos nos EUA

## Em Portugal
Em Portugal Continental são utilizados o datum Lisboa, geodésico e mais antigo, com a sua origem situada no Castelo de São Jorge, em Lisboa, e o datum 73 que utiliza como origem um ponto mais central à Rede Geodésica, o vértice Melriça. Ambos os data utilizam o elipsoide de Hayford.
Um outro datum geodésico interveniente na cartografia nacional é o datum Europeu, conhecido pelo acrónimo ED50, constituído pelo elipsóide de Hayford posicionado na Torre de Helmert em Potsdam, na Alemanha.
A cartografia das Regiões Autónomas dos Açores e da Madeira é apoiada em vários data:
- Forte de São Braz, na ilha de São Miguel — utilizado no grupo oriental dos Açores (ilha de São Miguel e ilha de Santa Maria);
- Base SW, na ilha Graciosa — utilizado no grupo central dos Açores (Graciosa, ilha Terceira, São Jorge, Pico e Faial);
- Observatório, na ilha das Flores — utilizado no grupo ocidental dos Açores (Flores e Corvo);
- Base SE, em Porto Santo — utilizado nas ilhas da Madeira e do Porto Santo.

## No Brasil

### SIRGAS 2000
Em 2005 o Instituto Brasileiro de Geografia e Estatística (IBGE) definiu o SIRGAS 2000 (Sistema de Referência Geocêntrico para as Américas) como o sistema Sistema Geodésico Brasileiro.
Conforme IBGE, actualmente o Brasil adopta o datum SIRGAS 2000.
Caracterização do SIRGAS 2000 - Sistema Geodésico de Referência:
Sistema de Referência Terrestre Internacional – ITRS (International Terrestrial Reference System)
Figura geométrica da superfície terrestre:
Elipsóide do Sistema Geodésico de Referência de 1980 (Geodetic Reference System 1980 – GRS80)
- Semi-eixo maior a = 6.378.137m
- Achatamento f = 1/298,257222101
Origem: Centro de massa da Terra
Orientação: Pólos e meridiano de referência consistentes em ±0,005” com as direcções definidas pelo BIH (Bureau International de l’Heure)
Época de referência das coordenadas:
2000,4

### SAD-69
Segundo as Especificações e Normas Gerais para Levantamentos Geodésicos em Território Brasileiro, anexo à Resolução COCAR nº 02/83, de 21/07/1983, o Sistema Geodésico Brasileiro – SGB – é definido a partir do conjunto de pontos geodésicos implantados na porção terrestre delimitada pelas fronteiras do país. Em 2005 o SAD 69 foi substituído pelo SIRGAS 2000. Para o SGB, a imagem geométrica da Terra é definida pelo elipsóide do sistema geodésico de referência – SGR-67 –, aceite e recomendado pela UGGI, em Lucerna, no ano de 1967.
O South American Datum (SAD) foi estabelecido como o sistema geodésico regional para a América do Sul, desde 1969. O SGB integra o SAD-69. Eles são definidos a partir dos parâmetros:
- Elipsóide SGR-67
- Orientação topocêntrica:
  - eixo de rotação paralelo ao eixo de rotação da Terra; plano meridiano origem paralelo ao meridiano de Greenwich;
- Orientação topocêntrica: considerado como datum planimétrico, o Vértice Chuá da cadeia de triangulação do paralelo 20º Sul, em Minas Gerais:
  - latitude geiodal: 19º 45’ 41,6527” S
  - latitude astronómica: 19º 45’ 41,34” S
  - longitude geoidal: 48º 06’ 04,0639” W
  - longitude astronómica: 48º 06’ 07,80” W
  - azimute geoidal: 271º 30’ 04,05” SWNE
  - azimute astronómico: 271º 30’ 05,42” SWNE para VT-Uberaba
  - ondulação geoidal: N = 0,0m
- Datum altimétrico do SGB: coincide com a superfície equipotencial que contém o nível médio do mar, definido pelas observações maregráficas tomadas em Imbituba, no litoral de Santa Catarina.

## Em Cabo Verde
A cartografia 1:25.000 das diferentes ilhas da República de Cabo Verde, realizada com base em levantamentos realizados nos anos 70 do século XX, é apoiada em vários data devido à falta de visibilidade entre ilhas:
- Boa Vista - Curral Velho;
- Maio - ???;
- Sal - Monte Vermelho;
- Santiago - Boa Entrada;
- Brava - Monte Fontainhas;
- Fogo - Ponto Alto do Sul;
- Santo Antão - Gudo Cavaleiro;
- Santa Luzia - Monte Topona;
- São Nicolau - Monte Bissau;
- São Vicente - Base NW.